# Буада (округ)
Буада (англ. Buada) — административный и избирательный округ Науру. Расположен в юго-западной части острова. Площадь 2,66 км², население 716 человек (2005). Единственный округ, не имеющий выхода к океану. В округе находится озеро Буада — небольшое озеро, считающееся самым красивым и романтичным местом на острове[кем?].
Входит в состав избирательного округа Буада.